# Kryptogenius crassilobus
Kryptogenius crassilobus es una especie de coleóptero de la familia Pterogeniidae.

## Distribución geográfica
Habita en Indonesia.